# Isaac Muleme
Isaac Muleme (Kampala, 10 ottobre 1992) è un calciatore ugandese, difensore del Viktoria Žižkov e della nazionale ugandese.

## Carriera

### Nazionale
Nel 2019 viene convocato con la nazionale ugandese per la Coppa d'Africa.

## Palmarès

### Club

#### Competizioni nazionali
- Coppa d'Uganda: 1

Villa: 2009